# Мышь Гульда
Мышь Гульда (лат. Pseudomys gouldii) — вид грызунов из семейства мышиных. Видовое название дано английским зоологом Джорджем Робертом Уотерхаусом в честь английского натуралиста Джона Гульда (1804—1881).

## Описание
Длина тела составляет от 10 до 12 см, длина хвоста — от 9 до 10 см, длина задних конечностей — от 16 до 18 мм, вес — примерно 50 г. У самок на брюхе 4 соска. Уши довольно большие и немного заострённые. Ноги тонкие и довольно длинные. Шерсть длинная и мягкая. Верхняя часть тела светло-охристого окраса с многочисленными, длинными, чёрными волосами на спине. Ноги, подбородок, горло и вся нижняя часть тела белые. Уши коричневые с крохотными жёлтыми волосами. Длинные вибриссы коричневатого цвета. Верхние резцы ярко-оранжевого, нижние — желтоватого цвета. Когти белые.

## Образ жизни
Мышь Гульда жила маленькими семейными группами. В течение дня они укрывались в земляных нишах, сооружённых под кустами, глубиной примерно 15 см. Мягкое сено служило выстилкой для гнезда.

## Вымирание
Субископаемый материал, который был найден в удалённых друг от друга регионах Австралии, указывает на то, что область распространения мыши Гульда до колонизации широко простиралась на запад, юго-запад и юг Австралии. Тем не менее, с 1830-х годов вид начал постепенно исчезать из своих местообитаний. Точные причины исчезновения неясны, тем не менее, одичавшие кошки и разрушение земель пасущимся скотом могли сыграть роль в истреблении вида. Экспедиция  Уильяма Бландовски собрала последние экземпляры мыши Гульда в 1856 и 1857 годах в месте слияния рек Дарлинг и Муррей в Новом Южном Уэльсе.
В 2021 году учёные из Австралийского национального университета обнаружили, что геном мыши Гульда полностью совпадает с геномом мыши джунгари из Западной Австралии.